# Sheer Heart Attack
Sheer Heart Attack este un album Queen din 1974.
A fost al treilea lor album de studio, fiind produs de Roy Thomas Baker pentru EMI în Marea Britanie și Elektra în SUA.

## Tracklist
1. "Brighton Rock" (Brian May) (5:08)
2. "Killer Queen" (Freddie Mercury) (3:01)
3. "Tenement Funster" (Roger Taylor) (2:48)
4. "Flick of The Wrist" (Mercury) (3:19)
5. "Lily of The Valley" (Mercury) (1:43)
6. "Now I'm Here" (May) (4:10)
7. "In The Lap of The Gods" (Mercury) (3:20)
8. "Stone Cold Crazy" (Mercury, May, Taylor, John Deacon) (2:12)
9. "Dear Friends" (May) (1:07)
10. "Misfire" (Deacon) (1:50)
11. "Bring Back That Leroy Brown" (Mercury) (2:13)
12. "She Makes Me (Stormtrooper in Stilettoes)" (May) (4:08)
13. "In The Lap of The Gods . . . Revisited" (Mercury) (3:42)

## Single-uri
- "Killer Queen" (1974)
- "Now I'm Here" (1975)

## Componență
- Freddie Mercury - voce, pian
- Brian May - chitare, voce, pian, ukulele, banjo, voce principală pe "She Makes Me"
- Roger Taylor - tobe, percuție, voce, voce principală pe "Tenenment Funster", strigăte pe "In The Lap of The Gods"
- John Deacon - chitare bas, chitare acustice, chitară ritmică, chitară electrică, toate chitarele pe "Misfire", bas dublu pe "Bring Back That Leroy Brown"